# Chinon (scheikunde)

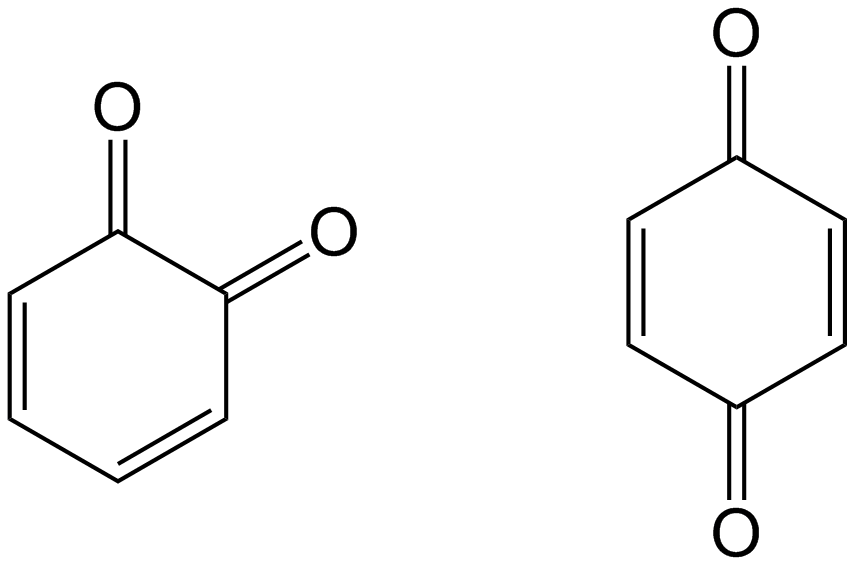
Structuurformule van twee isomere vormen van chinon: 1,2-benzochinon (o-benzochinon) en 1,4-benzochinon (p-benzochinon).

Een chinon of (verouderd) chinhydron is een organische verbinding uit een grote en belangrijke klasse van cyclische organische verbindingen, dat als oxidatieproduct van een aromaat, en vooral van fenolen, kan beschouwd worden. De twee carbonylgroepen in de molecule kunnen zich ofwel naast elkaar bevinden ofwel gescheiden zijn door een CH=CH-groep. Verbindingen die deze kenmerkende structuur in zich dragen, worden ook wel aangeduid als chinoïden. De ringstructuur is afgeleid van benzeen, hoewel de aromaticiteit opgeheven is door de aanwezigheid van de carbonylgroepen.
De naam is afgeleid van chinazuur, dat in 1790 werd geïsoleerd uit planten uit het geslacht Cinchona (die ook kinine bevatten).
In de organische chemie staat chinon vaak synoniem voor 1,4-benzochinon.

## Structuur en eigenschappen
De reductie van een chinon (1) levert het overeenkomende fenol (3), ook chinol genoemd. Dit proces verloopt via verschillende stappen, waarbij het belangrijkste intermediair een semichinon (2) is:

## Functie
De meeste chinonen hebben een functie als elektronenacceptoren in de elektronentransportketens zoals in fotosystemen I & II bij de fotosynthese, en in aerobe ademhaling, maar ze kunnen ook een functie hebben in redoxreacties.

## Voorkomen
In de natuur komen chinonen dikwijls voor in (gele) kleurstoffen. Bijvoorbeeld bij schimmels, bacteriën, of bloemen. Zij kunnen ook ontstaan door een enzymatische oxidatie van polyfenolen. Een voorbeeld hiervan is de bruinkleuring van een opengesneden appel.
Chinonen komen voor als bouwsteen in biologisch belangrijke moleculen, in de vorm van co-enzymen, acceptoren of vitaminen. Bekende voorbeelden zijn co-enzym Q10 (ubichinon), vitamine K1 (fyllochinon), vitamine K2 (menachinon) en plastochinon (belangrijk bij fotosynthese).

## pH-elektrode
Voor de ontwikkeling van de glas-elektrode voor pH-meting werd het pH-gevoelige redoxkoppel chinon/hydrochinon voor dat doel gebruikt. De reactie
{\displaystyle \mathrm {C_{6}H_{4}O_{2}\ +\ 2\ H^{+}\ +2\ e^{-}\ \rightleftharpoons \ C_{6}H_{4}(OH)_{2}} }
geeft, met een uiteraard andere Eo-waarde dan de glaselektrode een vergelijkebare pH - mV relatie:
{\displaystyle \mathrm {E\ =\ E_{chinon/hydrochinon}^{o}-\ 59,1\ *\ pH} }